# Satoru Nakajima
Satoru Nakajima (Okazaki, Japón, 23 de febrero de 1953) es un expiloto japonés de automovilismo. En el año 1983 fue piloto reserva/suplente en Lotus Ford Cosworth y luego con motorizacion Renault Turbo y en el año 1985 fue segundo piloto reserva en Williams Honda por delante del neozelandés Mike Thackwell. Podría haber debutado en la temporada 1983 en el equipo Spirit 201 y 201 C motor Honda RA163E v6t y neumáticos estadounidenses Goodyear con el número 39 haciendo equipo con el sueco Stefan Johansson. Compitió en Fórmula 1 desde 1987 hasta 1991, con Lotus y Tyrrell. En la actualidad continúa activo en competiciones automovilísticas, pero como constructor.
Satoru Nakajima participó en 74 Grandes Premios, debutando en el Gran Premio de Brasil el 12 de abril de 1987. Tenía 34 años, lo que lo convierte en uno de los pilotos más veteranos en debutar en la Fórmula 1. A lo largo de su carrera, Satoru acumuló en la máxima categoría un total de 16 puntos de campeonato.
Algo que es poco reconocido, pero muy meritorio del japonés, es que pudo llegar a la F1 siendo hijo de una familia humilde. Su padre era granjero y su madre, ama de casa. Aprendió a pilotar con un cortacésped, probó su primer Kart en la adolescencia y para ganar tal dinero que le garantizase su carrera deportiva, estaba obligado a ganar la mayoría de las competiciones en las que se presentase. Además, por aquellos tiempos, Japón estaba en fase de recuperación tras la Segunda Guerra Mundial.
Durante la temporada 1987 Nakajima aceptó llevar durante toda la temporada una cámara de a bordo, siendo el primer piloto de la historia en llevar una cámara onboard durante toda la temporada. Esto, además de ser revolucionario, popularizó a la F1 en las televisiones y en la 1989, los equipos fuertes instalaban estas cámaras hasta evolucionar tal y como las conocemos.
En 1990 se convirtió en el primer piloto de la historia en pilotar un monoplaza de morro elevado. Llegó a gozar de relativa popularidad en Brasil y Gran Bretaña, así como de gran popularidad en Japón. En su carrera, ha pasado a la historia como uno de los pilotos más regulares y constantes de la Fórmula 1, logrando resultados consistentes entre el top 12, pero sin pasar del cuarto lugar. Después de retirarse en 1991, fue recibido como un héroe en Japón. Satoru Nakajima también tenía nombre en varios videojuegos, siendo el más famoso, un videojuego nombrado F-1 Hero (en dos partes y con su nombre) una, de la Temporada 1988, y otra, de la Temporada 1991. Ambos juegos fueron lanzados por Varie Corporation (para NES y SEGA) en Japón. El primero se lanzó el 12 de septiembre de 1988 y el segundo se lanzó el 27 de septiembre de 1991. En 1994, cuando el mítico piloto brasileño Ayrton Senna murió, se hizo un juego en su honor, conocido como F-1 Hero 94´s, en que Senna era el mayor rival. El juego fue lanzado en 1994.
Gracias al dinero que consiguió con el contrato de la cámara a bordo de 1987, en 1989 decide empezar a ahorrar para crear una escudería. Estuvo durante 7 años ahorrando para crear una escudería de F1, pero sabiendo Nakajima las exigencias, decidió fundar su escudería Nakajima Racing, para participar la Fórmula 3000 Japonesa (luego Fórmula Nippon), donde obtuvo cinco títulos y 27 victorias.
En 2004, Nakajima creó la escudería Nakajima Planning para competir en Super GT. A día de hoy, la escudería goza de relativo éxito en la categoría. Satoru Nakajima hizo muchísimo por el automovilismo japonés, llevó la Fórmula 1 a su país, y en su época, fue un verdadero pionero, aún es considerado un héroe nacional en Japón. En su estado civil está casado y tiene dos hijos, Kazuki Nakajima y Daisuke Nakajima, que también son pilotos profesionales.

## Vida personal y temprana
Satoru Nakajima nació el 23 de febrero de 1953 en el seno de una familia de granjeros que vivía en las afueras de Okazaki (Japón). Su padre era granjero y su madre, ama de casa. Nakajima era de pequeño, un chico tímido y algo solitario, pero por dentro era muy impulsivo. Él comenzó a conducir automóviles en su infancia (en realidad, el cortacésped de su padre) en el jardín de la familia con su hermano mayor dándole consejos, con cuidado de que no fueran pillados por sus padres. En uno de esos días fueron pillados y ambos fueron castigados. Sin embargo, el padre de Satoru vio el gran interés que tenía su hijo por las carreras y la conducción, por lo que un día, un joven Satoru Nakajima de 13 años de edad, vio junto con toda su familia, una competición de Fórmula 1, (era uno de los espectadores del Gran Premio de Alemania de 1966) por lo que al año siguiente, su padre le compró un modesto kart, que Satoru Nakajima probó con 14 años, y al probarlo, empezó a sentir una gran alegría y pasión al estar al volante de un coche, y desde entonces sabía lo que quería hacer. La familia de Nakajima decidió ahorrar para que algún día, su hijo pudiera llegar a competir en una carrera de cualquier tipo de competición. A los 16 años dejó sus estudios para trabajar, aunque cobraba un bajo sueldo. A los 19 años, con suficiente dinero, decidió participar en su primera carrera de automovilismo.

## Edad temprana en el mundo del motor
Comenzó a conducir los karts en su temprana adolescencia, a los 14 años de edad, una edad muy tardía para cualquier futuro piloto de F1 actual. Desde entonces, el japonés tuvo claro lo que debería hacer cuando fuera mayor: ser piloto de carreras.
Comenzó a competir en la Fórmula 2 Japonesa en 1973 con 19 años, debutando en el Gran Premio de Japón, celebrado en el circuito Fuji Speedway. Solo tenía contrato para una carrera y Nakajima tenía asumido que era posible que esta fuera su única carrera. Pero en su debut, Nakajima quedó 2º, ganando la copa de plata e impresionó a varios equipos, los cuales, se fijaron en él. Esta anécdota marcaría el punto de partida del japonés, ya que le permitiría competir en más carreras.

## Fórmula 2 Japonesa y otras categorías
Debutó en Fórmula 2 en 1973 y estuvo durante años en la misma categoría. En 1975, Satoru Nakajima se pudo mudar a Tokio gracias a sus padres, pero en especial, al director de la escudería en la que Satoru pilotaba. En 1977 quedó tercero en el campeonato de pilotos de la F2 japonesa. Luego repitió el tercer puesto en 1978 y 1980.
En 1980 tuvo una dura lucha por el título de la Fórmula 2 con Kazuyoshi Hoshino, a pesar de haber ganado Satoru Nakajima en Suzuka (última carrera del campeonato), al final el campeonato fue para Kazuyoshi Hoshino. En 1981 logró ganar su primer campeonato, logrando dos triunfos y podios en las cinco carreras. En 1982 volvió a ser campeón y arrasó con cuatro victorias en seis carreras.
En 1983 debido a problemas mecánicos del coche, le privaron de ser tricampeón de Fórmula 2 Japonesa, quedando cuarto ese año. El campeonato fue para Geoff Lees, el cual su coche tuvo ventaja durante el campeonato.
En 1984 Nakajima volvió a tener un coche competitivo. Entonces, desde 1984 a 1986 ganaría los campeonatos de pilotos. Obtuvo cuatro triunfos y seis podios en 1984, cinco victorias y dos segundos lugares en 1985, y una victoria y seis podios en 1986.
Dado este palmarés y la alta edad que tenía (34 años) para participar en la categoría, el piloto japonés decidió dar el salto definitivo a la Fórmula 1 para competir con Lotus en 1987, debutando en el circuito brasileño de Jacarepaguá.
Satoru Nakajima es considerado uno de los mejores pilotos de F2 de la historia, superando a pilotos como Mark Blundell, Masahiro Hasemi, o Ivan Capelli.
En 1997 fundó su propia escudería en Fórmula 3000 Japonesa (heredero de la Fórmula 2 Japonesa) con el que ganó tres campeonatos (tanto de constructores como de pilotos). La escudería se retiró en 2004 y se instaló en la categoría japonesa de Super GT, en la cual permanece hasta el día de hoy.
En la F1 Nakajima estuvo 5 años activos y en Fórmula 2 Japonesa (la Fórmula 3000 Japonesa cuenta) 23 años (1973-1977) (1979-1986) (1997-2004) una carrera bastante peculiar y característica del piloto japonés.

## Antes de Fórmula 1
En 1984 Satoru Nakajima sería piloto de pruebas de Williams. Lo sería durante 3 años: 1985 y 1986. En 1985, Satoru Nakajima tuvo su primer hijo, Kazuki Nakajima, mientras Satoru Nakajima estuvo como piloto de pruebas esos 3 años, tuvo éxitos inmediatos en Fórmula 2 Japonesa, al ganar 3 títulos en los 3 años y ganar 14 de 18 carreras. También participó en las 24 horas de Le Mans en 1985 y 1986. En 1987, Satoru Nakajima firmó con la escudería Lotus para correr en Fórmula 1 durante la temporada completa en 1987.

## Fórmula 1
Nakajima compitió en la Fórmula 1 en la que a pesar de no conseguir ni victorias ni podios, tuvo relativo éxito, consiguió llevar la Fórmula 1 a Japón y consiguió algunos récords de menor importancia que todavía perduran.

### Lotus (1987-1989)

#### 1987
En 1987, fichó para Lotus para correr en Fórmula 1, al extingirse la Fórmula 2 Japonesa y al tener demasiada edad para competir en la categoría. En sus inicios causó mucha impresión, pues acabó séptimo en el Gran Premio de Brasil de 1987. A pesar de que tenía uno de los coches más competitivos, el coche era muy inferior al de Ayrton Senna, ya que el coche del japonés no tenía la avanzada tecnología del coche del brasileño. Nakajima no tuvo apenas experiencias en F1 y además, su coche tenía los 35 kg extra de la cámara a bordo. Luego, hizo historia en su segundo gran premio, en el Gran Premio de San Marino de 1987, al acabar sexto, saliendo desde boxes, remontando desesperadamente hasta estar en 5º lugar en su última vuelta, donde un problema de combustible hizo que el piloto japonés acabase la carrera en sexto lugar. Hizo historia al convertirse en el primer piloto japonés de la historia en conseguir puntos. Después logró un 5º puesto en el Gran Premio de Bélgica de 1987, tras una carrera llena de accidentes y salidas de pista, donde también llegó a liderar unas vueltas, lo que le convierte en el primer piloto japonés en conseguirlo. Después de estos resultados, le fue mal en los circuitos urbanos. En Detroit un Lola se pasó de frenada y se llevó a Nakajima por delante y tras chocar Nakajima con el Lola, fue echado de pista por Adrián Campos. Aun así, se las arregló para llegar 10.º. En Paul Ricard acabó la carrera, pero no se clasificó. El momento en el que Nakajima demostraría ser alguien a tener en cuenta en el futuro llegó en Silverstone. El japonés llegó a rodar en altas posiciones durante toda la carrera, acabando finalmente cuarto, (gracias al abandono de Prost), quedando a 2 vueltas del vencedor, Nigel Mansell. Nakajima no haría buenas actuaciones en las carreras siguientes debido a los problemas de turbo y por un error de conducción en el Gran Premio de Italia de 1987, celebrado en el Circuito de Monza. Entonces no volvería a puntuar hasta el Gran Premio de Japón de ese mismo año, en "casa", quedando en sexto lugar, ganándose la reputación y el orgullo de todos sus compatriotas. En esa carrera estaba Takuma Satō como espectador. En su temporada de debut, acabó undécimo en el campeonato de pilotos, un puesto respetable, a pesar de que su compañero Ayrton Senna fue tercero en el campeonato de pilotos. Nakajima se convirtió en ese año en el mejor debutante de F1 del año 1987.

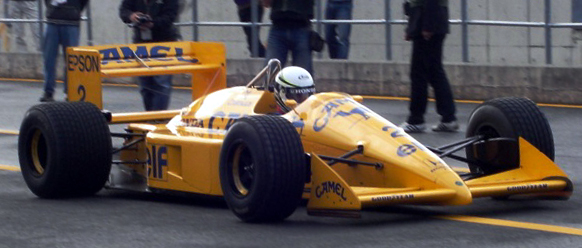
Lotus 100T idéntico al que conducía el piloto de F1 japonés Satoru Nakajima en el año 1988

#### 1988
En 1988, Lotus empezó fuerte la temporada, quedando sus dos pilotos en los puntos, Nelson Piquet fue tercero y Satoru Nakajima fue sexto. Lo que no se imaginaba el japonés es que este sería su único punto en la temporada 1988. Lo peor para el equipo en lo que restaba de temporada es que en cada carrera, los Lotus tenían menos rendimiento y más fragilidad, hasta el punto de que fueron superados por los Ferrari, luego por los Benetton y al final de temporada por los March. El equipo no logró ninguna victoria aquel año debido al rendimiento menguante del monoplaza. El equipo llevaba los motores Honda, pero el monoplaza era pesado y poco competitivo. Nakajima lograría, a lo largo de la temporada, varios séptimos lugares y un octavo lugar. Lo mejor de Satoru Nakajima aquel año no fue el punto que consiguió en Jacarepagua, sino su actuación en el Gran Premio de Japón. Al empezar el Gran Premio de Japón de 1988, Satoru Nakajima y Ayrton Senna quedaron calados, aunque pudieron arrancar ambos ya que el Circuito de Suzuka cuenta con la parrilla de salida con una ligera cuesta abajo. Ayrton Senna pasó a la decimosexta posición y Satoru Nakajima, a la última posición, bastante lejos de los demás coches. Los dos pilotos comenzaron a remontar posiciones de forma impresionante. Nakajima se colocó 19.º en la cuarta vuelta, 17.º en la quinta, 15.º en la octava, 14.º en la undécima, 13.º en la duodécima, 12.º en la decimotercera, 11º en la decimosexta, 10.º en la decimoctava, 8º en la vigésima y finalmente, 7.º en la vigesimoprimera, siendo casi 1 segundo más rápido que sus rivales punteros. Llegó a la altura de Gerhard Berger y lo adelantó en una curva conocida como spoon o spoon curve ya que Nakajima era casi tan rápido como el austríaco y quería desdoblarse para seguir con su persecución. En 21 vueltas, pasó de 26º a 7º y ahí rodó el resto de la carrera. Al final, Satoru Nakajima adelantó a 18 coches, y finalizó en séptimo lugar. Durante la carrera, llegó a doblar a su compañero de equipo Nelson Piquet y al piloto inglés Nigel Mansell, los expilotos de Williams en 1987. Tras terminar la temporada, el equipo estaba completamente insatisfecho con los resultados de sus pilotos, pues fueron superados por muchos equipos. En el equipo Lotus tenían problemas tanto con sus pilotos como con sus motoristas, así como con sus coches, pues los monoplazas eran pesados y tenían problemas de turbo, los cuales eran muy frágiles. La relación de la escudería con sus pilotos se cambiaría a peor poco a poco. A pesar de que Satoru Nakajima estaba en Lotus, Honda decidió separarse de la escudería debido a la mala relación con los jefes del equipo, y para el siguiente año, deberían de buscar nuevo motor.

#### 1989
En 1989, los Lotus, iban equipados por los motores Judd. Los Lotus-Judd durante la temporada fueron poco competitivos, y tenían que luchar a veces por las preclasificaciones. Un claro ejemplo es que los dos Lotus no consiguieron clasificar para el Gran Premio de Bélgica de 1989. Los Lotus luchaban ese año por los puntos. Los pilotos no defraudaron, Nelson Piquet consiguió 12 y Satoru Nakajima consiguió 3, aunque fue un completo desastre comparado a la temporada de 1988. El Lotus 101 era un monoplaza terminado en poco más de 3 semanas y era muy lento, conbinándolo con el motor Judd, 1989 causó el principio del fin del equipo Lotus. Además, los motores cliente de Judd eran inferiores en comparación a los que portaban los March, equipo que disponía de los mejores motores. Nakajima participó en 16 carreras, clasificando en 13 de ellas, pero solo logró cruzar la meta en 5 de ellas. El mejor puesto del Lotus fue cuarto, conseguido por Nelson Piquet en el Gran Premio de Japón de 1989 e igualado por Satoru Nakajima en el Gran Premio de Australia de 1989. Fue en ese Gran Premio donde Nakajima consiguió sus únicos 3 puntos de la temporada. En esta carrera, el japonés clasificó vigesimocuarto (24ª posición). A pesar de haber salido mal y haber hecho un trompo en la primera curva, el japonés se las apañó para adelantar a 3 pilotos en la primera vuelta. A lo largo de la carrera, remontó un total de 20 posiciones tras los innumerables accidentes y los agresivos adelantamientos del piloto japonés. Satoru se ubicaba cuarto en la vuelta 23, a más de un minuto de Riccardo Patrese y consiguió descontar ese tiempo en menos de 40 vueltas con un coche muy inferior al que pilotaba el italiano. El japonés era uno de los pilotos más rápidos en pista, a tal punto de que pudo descontar 11 segundos a Patrese en solo 2 vueltas. Durante su persecución, estableció la vuelta rápida un total de 16 veces, 11 de ellas conseguidas de forma consecutiva. Nakajima no pudo superar a Patrese debido a que un doblado le perjudicó, además de que la carrera se decidió parar en la vuelta 70. Al final, acabaría 4º. A pesar de ello, Peter Warr, director de Lotus, diría estas palabras sobre el japonés: "No creo que Satoru sea tan bueno ni haya mejorado tanto, más bien al contrario.". Después del Gran Premio de Australia de 1989, Satoru Nakajima y Nelson Piquet estaban desesperados por cambiar de escudería. Piquet calificó al Lotus 101 como "un montón de mierda". Nakajima fichó por Tyrrell por 2 años y su compañero de equipo fichó por Benetton durantes sus dos últimos años de Fórmula 1

### Tyrrell (1990-1991)

#### 1990

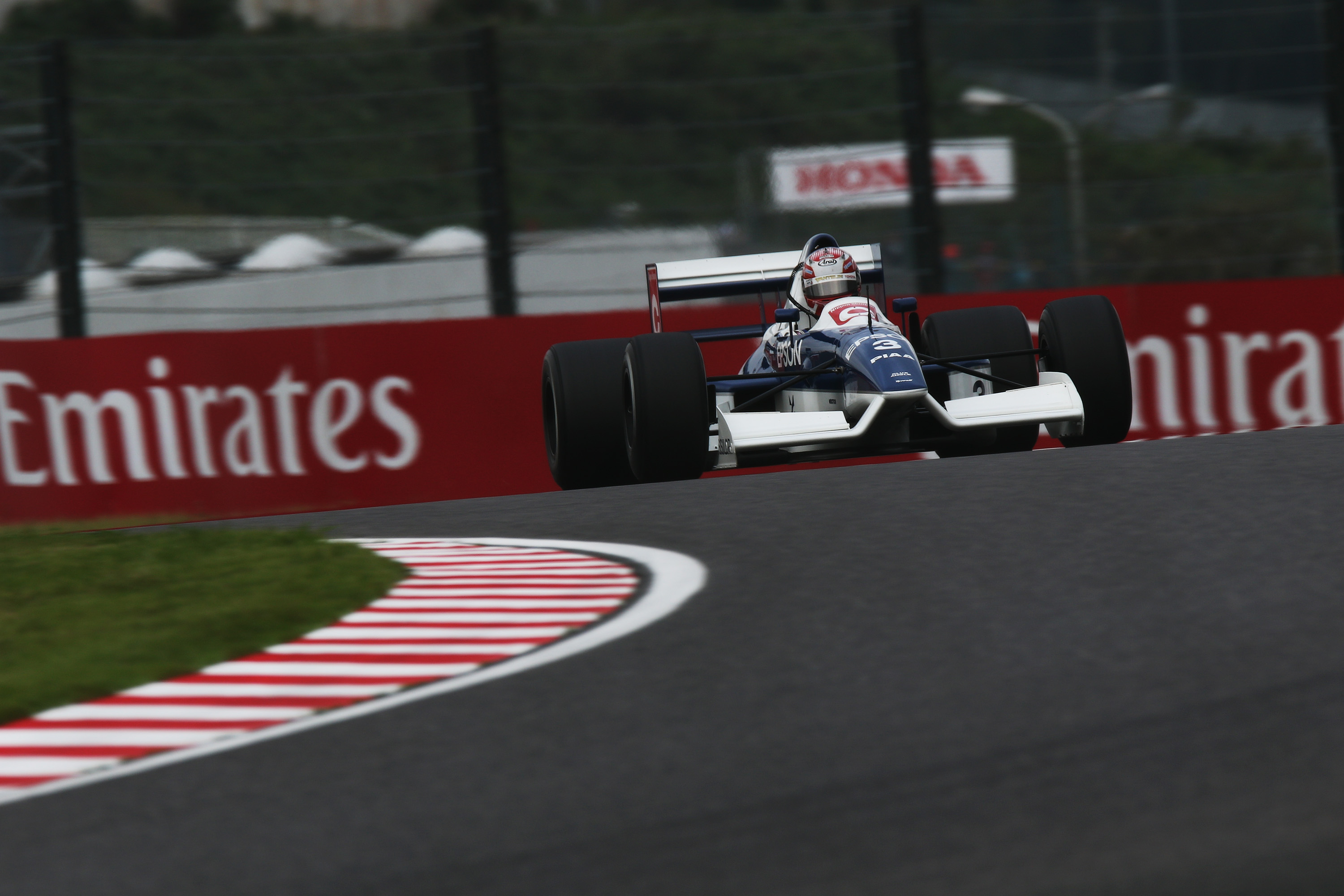
Tyrrell 019 siendo manejado por Kazuki Nakajima en 2018.

Aquí era compañero de equipo y el escudero de un prometedor piloto, el Francés Jean Alesi. Ambos pilotos de Tyrrell empezaron puntuando en la primera carrera del año Jean Alesi con un segundo puesto y Satoru Nakajima con uno de sus muchos sextos puesto en Fórmula 1. El japonés también iba a puntuar en Interlagos, pero cuando iba a ser doblado por su excompañero y amigo Ayrton Senna, el brasileño perdió el alerón delantero tras tocar un poco la trasera de su coche. No volvería a puntuar hasta el Gran Premio de Italia al acabar en sexto lugar mientras que su compañero sumaba un abandono. El coche, en general era competitivo, pero tenía falta de fiabilidad, como lo demuestran sus 10 abandonos, 2 de ellos por errores de conducción. En el Gran Premio de Portugal Satoru Nakajima cayo enfermo después de clasificar decimocuarto, por lo que no tomó parte de la carrera. En el Gran Premio de Japón, volvió a puntuar con un sexto puesto, (el último sexto puesto que lograría), tras una dura lucha con los Lotus-Lamborghini. Ese Gran Premio de Japón fue un gran día para el automovilismo japonés, ya que Aguri Suzuki quedó tercero conduciendo un Lola que era más lento pero más fiable que el Tyrrell. Ese año Tyrrell acabó quinto en el campeonato de constructores y Satoru Nakajima, decimocuarto en el campeonato de pilotos. Satoru Nakajima reconoció que Ken Tyrrell fue el mejor jefe de equipo que tuvo durante su carrera deportiva. Tras ver la buena relación de Satoru Nakajima con Ken Tyrrell, Honda decidió equiparlos en 1991 con sus motores.

#### 1991
Una nueva temporada en Tyrrell y la última de su carrera deportiva. Los Tyrrell empezaron puntuando, como en el año pasado, con Stefano Modena cuarto y con Satoru Nakajima quinto. Satoru Nakajima llegó a rodar cuarto en el Gran Premio de San Marino de 1991, además de lográr la mejor vuelta en la precalificación del sábado superando a Ayrton Senna. Eso mostraba que el Tyrrell tenía un buen rendimiento con los motores Honda, por desgracia, esto no fue así. Iniciaron su declive en el Gran Premio de Francia de 1991, Nakajima arriesgaba más de lo normal con el Tyrrell para obtener buenos resultados, pero esos riesgos a veces acababan en accidentes o nueva parada a boxes. Nakajima acabó 8º en Silverstone y ese sería su mejor resultado si no tenemos en cuenta su 5º puesto conseguido en el Gran Premio de los Estados Unidos de 1991. El resto de las carreras para Nakajima, eran abandonos o puestos fuera de puntos, no solo de Nakajima, sino también de su compañero de equipo Stefano Modena. Los demás coches mejoraron sus autos más que los Tyrrell ese año y cada vez se hacía más difícil luchar por los puntos. Satoru Nakajima terminó en último lugar en Hungaroring y en el Circuito de Cataluña, quedando en decimoquinta posición en Hungaroring y en decimoséptima posición en Montmeló. Los dos últimos grandes premios acabó en abandono, en el Circuito de Suzuka, cuando iba rodando séptimo y en Gran Premio de Australia de 1991 (su último gran premio de Fórmula 1), cuando rodaba último tras un toque con un Lotus. El Gran Premio de Australia de 1991 fue probablemente la carrera más nefasta de Satoru Nakajima. El japonés salía el 23.º y en una vuelta estaba ya 16.º, pero tuvo un toque con un Lotus y se vio obligado a parar en boxes. Tras esto, rodaba último y en la primera curva, trompeó y abandonó, debido a la inestabilidad del coche tras el toque. En esa carrera estuvo presente toda la familia de Nakajima. Tras esto, decidió retirarse. En 1992 sería sustituido por el veterano piloto italiano Andrea de Cesaris.

## Entrenamientos y reputación durante su carrera en Fórmula 1
Satoru Nakajima no se rendía en carrera, ni siquiera cuando su resultado iba a ser un No Clasificado. En el paddock, era respetado por sus compañeros y el blanco favorito para bromas de buen gusto por parte de algunos de sus compañeros (especialmente Nelson Piquet.) Tuvo muy buena relación con pilotos como Ayrton Senna, Nelson Piquet, Stefano Modena, Aguri Suzuki, entre otros. Era muy deportivo, pero no se entrenaba físicamente mucho en comparación con sus compañeros de equipo. Satoru tenía gran autocontrol delante de las cámara, se dejaba que lo entrevistaran y nunca cambiaba el carácter pasivo que tenía. Cuando se subía al monoplaza, a Satoru Nakajima se le daba mal clasificar bien, pero lo compensaba ganando reputación en los Grandes Premios que disputaba, haciendo espectaculares adelantamientos y remontando posiciones de forma rápida. Ayrton Senna dijo en una entrevista: Si, Satoru Nakajima y yo fuimos compañeros de equipo en 1987, nos costo entendernos el uno al otro, es buen compañero de equipo, es un conductor muy constante, ha protagonizado algunas veces excelentes carreras, me acuerdo especialmente la de Suzuka 1988 y Adelaide 1989, nunca ha sido menospreciado por nadie. Ha probado diferentes coches, algunos poco competitivos, y demuestra que puede valer para luchar por una victoria, hasta a veces lucha contra Mansell, Prost, e incluso contra mi, aunque sea rara vez. No se rinde fácilmente en carreras, y es el mejor piloto japonés de la historia de la Fórmula 1 por el momento.

## Retiro, consecuencias y los nuevos pilotos japoneses
Se retiró el 3 de noviembre de 1991, cuando tenía 39 años, siendo su último Gran Premio el Gran Premio de Australia de 1991. Cuando Satoru Nakajima se retiró, fue uno de los días más tristes de la historia del automovilismo japonés, las expectaciones japonesas disminuyeron extraordinariamente tras su retiro. También en noviembre fue lanzado un juego con su nombre: Nakajima Satoru F1 Hero (un juego en dos partes que se vendían por separado), fue uno de los primeros grandes juegos de Fórmula 1. Aunque Nakajima tenga un pobre palmarés, como se aprecia el cuadro superior a la derecha, es uno de los pilotos japoneses más destacados de la historia de la Fórmula 1. Con una vuelta rápida en el bolsillo (hazaña que no ha sido superada por ningún piloto de Japón) y siendo el japonés con más puntos de campeonato entre todos los que han competido en la máxima categoría del automovilismo (con la regla de la FIA 25-18-15-12-10-8-6-4-2-1, sin ella, su puntuación es 16). Cuando se retiró Satoru, casi el 40% de los japoneses y sobre el 3% de las personas de todo el mundo dejaron de ver la F1 por televisión o como espectador.
Satoru Nakajima fue el que dio la pasión a los japoneses en Fórmula 1, algo parecido a lo que ha hecho Fernando Alonso en España, ya que entraron otros como Aguri Suzuki, Shinji Nakano, Takuma Satō, Kamui Kobayashi etc.

## Resultados

### Fórmula 1
(Clave) (negrita indica pole position) (cursiva indica vuelta rápida)

| Año  | Escudería                   | 1     | 2       | 3       | 4       | 5       | 6       | 7       | 8       | 9       | 10      | 11      | 12      | 13      | 14      | 15      | 16      | Pos. | Puntos |
| ---- | --------------------------- | ----- | ------- | ------- | ------- | ------- | ------- | ------- | ------- | ------- | ------- | ------- | ------- | ------- | ------- | ------- | ------- | ---- | ------ |
| 1987 | Camel Team Lotus Honda      | BRA 7 | SMR 6   | BEL 5   | MON 10  | USE Ret | FRA NC  | GBR 4   | GER Ret | HUN Ret | AUT 13  | ITA 11  | POR 8   | ESP 9   | MEX Ret | JPN 6   | AUS Ret | 11º  | 7      |
| 1988 | Camel Team Lotus Honda      | BRA 6 | SMR 8   | MON DNQ | MEX Ret | CAN 11  | USE DNQ | FRA 7   | GBR 10  | GER 9   | HUN 7   | BEL Ret | ITA Ret | POR Ret | ESP Ret | JPN 7   | AUS Ret | 16º  | 1      |
| 1989 | Camel Team Lotus            | BRA 8 | SMR Ret | MON DNQ | MEX Ret | USA Ret | CAN DNQ | FRA Ret | GBR 8   | GER Ret | HUN Ret | BEL DNQ | ITA 10  | POR 7   | ESP Ret | JPN Ret | AUS 4   | 21.º | 3      |
| 1990 | Tyrrell Racing Organisation | USA 6 | BRA 8   | SMR Ret | MON Ret | CAN 11  | MEX Ret | FRA Ret | GBR Ret | GER Ret | HUN Ret | BEL Ret | ITA 6   | POR DNQ | ESP Ret | JPN 6   | AUS Ret | 14º  | 3      |
| 1991 | Braun Tyrrell Honda         | USA 5 | BRA Ret | SMR Ret | MON Ret | CAN 10  | MEX 12  | FRA Ret | GBR 8   | GER Ret | HUN 15  | BEL Ret | ITA Ret | POR 13  | ESP 17  | JPN Ret | AUS Ret | 15º  | 2      |

## Satoru Nakajima después de Fórmula 1
Después de retirarse en 1991, Satoru Nakajima fue recibido como un héroe en Japón, y es uno de los más grandes deportistas japoneses que hay en Japón, desde 1992 hasta 1995, Satoru Nakajima ha participado en otras categorías para reunir fondos y crear su propia escudería para participar en la Fórmula 3000 Japonesa (antigua Fórmula 2 Japonesa), tras 4 años de competición, y como piloto de Honda NSX.
Por otra parte, en F1, fue comentarista de carreras en Japón en los años 1992 y 1993. En este último año probó un Honda RC100, un coche de pretemporada de 1993. El auto pasó el "crash test" y Nakajima probó una versión mejorada del auto de forma pública en 1994. Pero Nakajima no tenía intención de volver a ser piloto de Fórmula 1, simplemente probaba el auto y apoyaba a Honda para regresar a la Fórmula 1 en caso de que Honda pudiese. En 1994 asistió al homenaje que se hizo en Suzuka a Ayrton Senna. Para 1995, Nakajima estaba planeando su regreso a la Fórmula 3000 Japonesa. En 1996 apareció en la Fórmula 3000 Japonesa con el objetivo de que la escudería ganase alguna victoria o título mundial. Lo consiguieron. Su equipo logró ganar una carrera aquel año y la escudería llevaría el nombre de Nakajima Racing.
Sus principales patrocinadores de coches son PIAA, Epson, Tyrrell y Honda. Todavía tiene contrato con Tyrrell, ya que sus coches tienen la publicidad de Piaa, Epson, Honda y Tyrrell. Satoru Nakajima está apoyado por sus principales patrocinadores (PIAA y Epson), desde 1977, la publicidad de Honda desde que ganó en 1981 y tiene la publicidad de Tyrrell desde 1991. Los coches de F3000 y Fórmula Nippon en todos los años ha sido blanco y con la publicidad de Tyrrell, PIAA, Epson y Honda desde 1996 hasta 2001. De 2001 a la actualidad, los patrocinadores importantes de Satoru serían solamente PIAA y Epson.
Nakajima vive actualmente en Okazaki, su tierra natal en donde nació. Es director de una escudería que compite a nivel nacional. Su escudería ganó tres campeonatos y dos subcampeonatos en Fórmula 3000 Japonesa (tanto de constructores como de pilotos). Satoru Nakajima ha probado algunos monoplazas de Honda, como el RA273 o el RA300.
Su primer hijo, Kazuki Nakajima, nació en 1985 y su segundo hijo, Daisuke Nakajima, nació en 1990. Kazuki es también piloto de carreras, fue ganando y ascendiendo poco a poco a categorías superiores. Corrió en Fórmula 1 para Williams en 2008 y 2009, consiguiendo 8 puntos. Su otro hijo, Daisuke Nakajima, ha competido en Super Fórmula y Super GT.

## En la cultura popular

### Satoru Nakajima en anuncios televisivos
Satoru Nakajima era conocido de forma irregular en todo el mundo porque salía en muchísimos anuncios en los años 1990s. Los productos relacionados PIAA y Epson tuvieron bastantes ventas durante los años de actividad de Satoru Nakajima. Su primera aparición en un anuncio japonés fue en 1987, ya que al ser el primer piloto japonés exitoso en F1, su popularidad en Japón aumentó drásticamente. Satoru Nakajima aún sigue saliendo en anuncios japoneses sobre coches u otras cosas relacionadas con el automovilismo y es uno de los hombres japoneses más populares y queridos en su país, tanto en 1987, como en la actualidad.

### En los videojuegos

#### Patrocinado
- F1 Grand Prix: Nakajima Satoru (Sega Mega Drive - 1991)
- F1 Hero Mega Drive (Sega Mega Drive - 1992)
- F1 Super License: Nakajima Satoru (Sega Mega Drive - 1992)
- Nakajima Satoru Super F-1 Hero (Super Famicom - 1992)
- Colin McRae Rally (cartucho versión europea para NES)
- F-1 Hero (NES - 1988 y 1991)

#### Apariciones
- F1 Circus MD (Sega Mega Drive)
- Fastest 1 (Sega Mega Drive) como S. Inakajima
- Formula One: Built to Win (Nintendo Entertainment System) como S.Nakazima
- F1 Hero (Nintendo Entertayment System) 2 juegos
- Human Grand Prix II (Super Famicom)
- Human Grand Prix III: F1 Triple Battle (Super Famicom)
- Human Grand Prix IV: F1 Dream Battle (Super Famicom)
- F1 2013: (oficial)